# Blow-Up
Blow-Up is een film uit 1966 van de Italiaanse regisseur Michelangelo Antonioni. Het verhaal is gebaseerd op de novelle Las babas del diablo (1959) van de Argentijnse auteur Julio Cortázar.

## Verhaal
In het Londen van de jaren '60 wandelt modefotograaf Thomas op een morgen door Maryon Park. Hij wordt er aangetrokken door de lichtinval en begint foto's te nemen. De plek is vrijwel verlaten. Er zijn alleen twee geliefden die elkaar omhelzen. De vrouw merkt de aanwezigheid op van Thomas. Zij is kwaad en eist de negatieven op van zijn foto's. Thomas maakt zich uit de voeten. De vrouw vindt hem later die dag terug. Thomas geeft haar de verkeerde negatieven. Hij ontwikkelt de foto's en ontdekt aldus dat hij getuige is geweest van een moord. 's Nachts keert hij terug naar de plaats van de misdaad en treft er het lijk aan. Weer thuisgekomen ontdekt hij dat alle foto's en negatieven uit zijn atelier zijn gestolen. Ontredderd zoekt hij tevergeefs troost op het feest van een vriend. De volgende ochtend merkt hij dat ook het lijk is verdwenen. Door het park wandelend ontmoet hij enkele mimespelers, die een tenniswedstrijd nadoen. Er lijkt een bal te worden uitgeslagen. Thomas raapt de niet-bestaande bal op en gooit deze naar de spelers.

## Rolverdeling
| Acteur                  | Personage                              |
| ----------------------- | -------------------------------------- |
| David Hemmings          | Thomas                                 |
| Vanessa Redgrave        | Jane                                   |
| Sarah Miles             | Patricia                               |
| John Castle             | Bill                                   |
| Veruschka von Lehndorff | Verushka                               |
| Peter Bowles            | Ron                                    |
| Jane Birkin             | Blondine model                         |
| Gillian Hills           | Brunette model                         |
| Julian Chagrin          | Mimespeler                             |
| Claude Chagrin          | Mimespeler                             |
| Ronan O'Casey           | Jane's geliefde in 't park (onvermeld) |
| The Yardbirds           | Henzelf (onvermeld)                    |